# Cmentarz wojenny nr 384 – Łagiewniki
Cmentarz wojenny nr 384 – Łagiewniki – austriacki cmentarz wojenny z okresu I wojny światowej wybudowany przez Oddział Grobów Wojennych C. i K. Komendantury Wojskowej w Krakowie, znajdujący się na terenie jego okręgu XI Twierdza Kraków.
Cmentarz znajduje się w południowej części Krakowa w Dzielnicy IX Łagiewniki-Borek Fałęcki, obok Sanktuarium Bożego Miłosierdzia w Łagiewnikach.
Od 1889 istniał w podkrakowskiej wsi Łagiewniki klasztor Sióstr Matki Bożej Miłosierdzia. W czasie I wojny światowej w budynkach gospodarczych klasztoru armia austro-węgierska zorganizowała wojskowy szpital epidemiologiczny, który działał od sierpnia 1914 do grudnia 1918. Ok. 200 m na południowy wschód od klasztoru utworzono cmentarz, na którym chowano zmarłych w szpitalu żołnierzy.
Nekropolia kryje prochy 266 żołnierzy (według niektórych danych 275), piętnastu różnych narodowości. Cmentarz projektował Hans Mayr, lecz z oryginalnego projektu niewiele się zachowało, poza bramą wejściową. Pola grobowe zostały splantowane, niewielki pomniczek jest współczesny, tak samo jak krzyż z daszkiem, wykonany jednak według projektu Mayra. W 2015 rozpoczęto rekonstrukcję cmentarza dążąc do pierwotnego projektu.

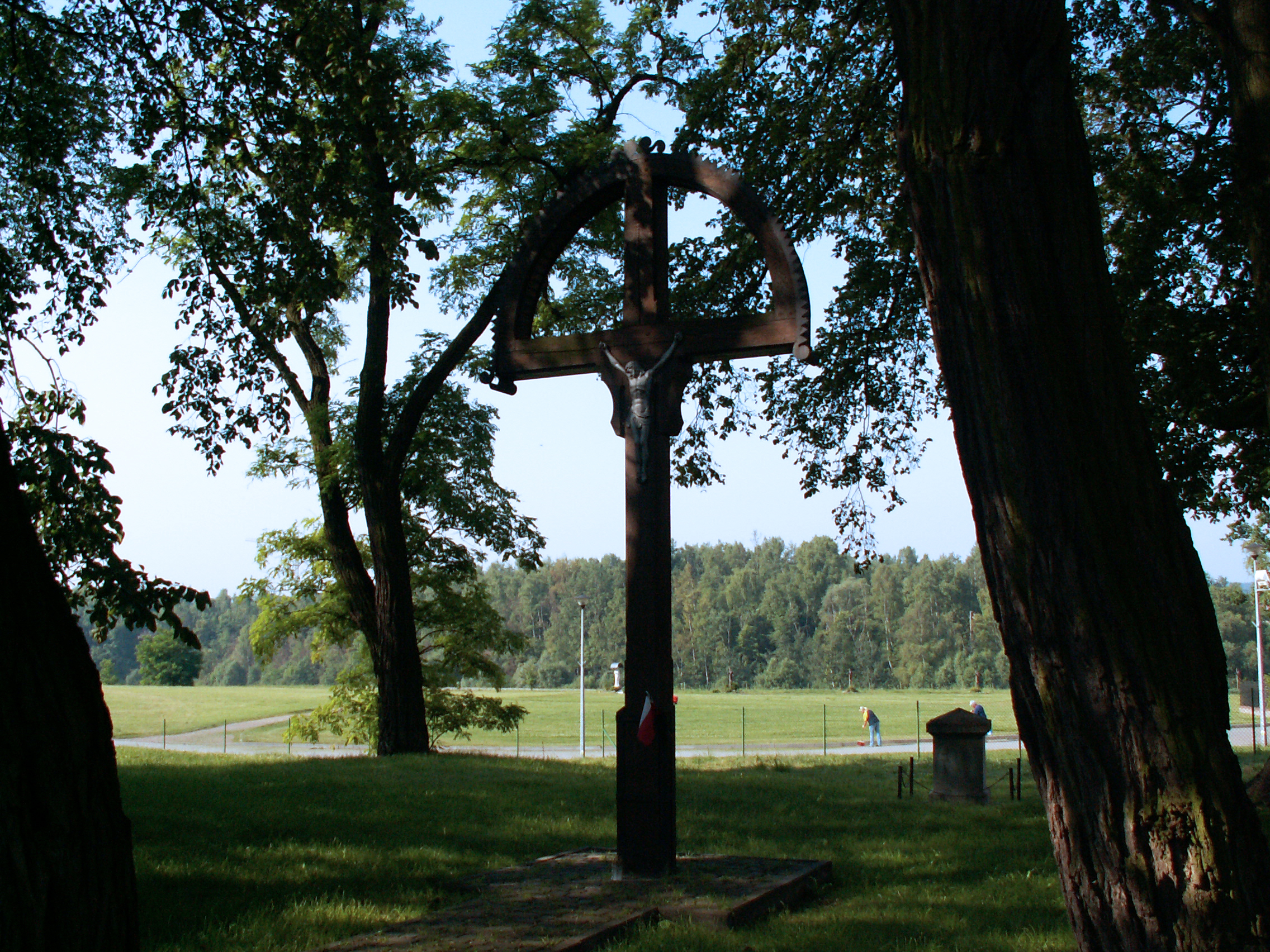
Krzyż

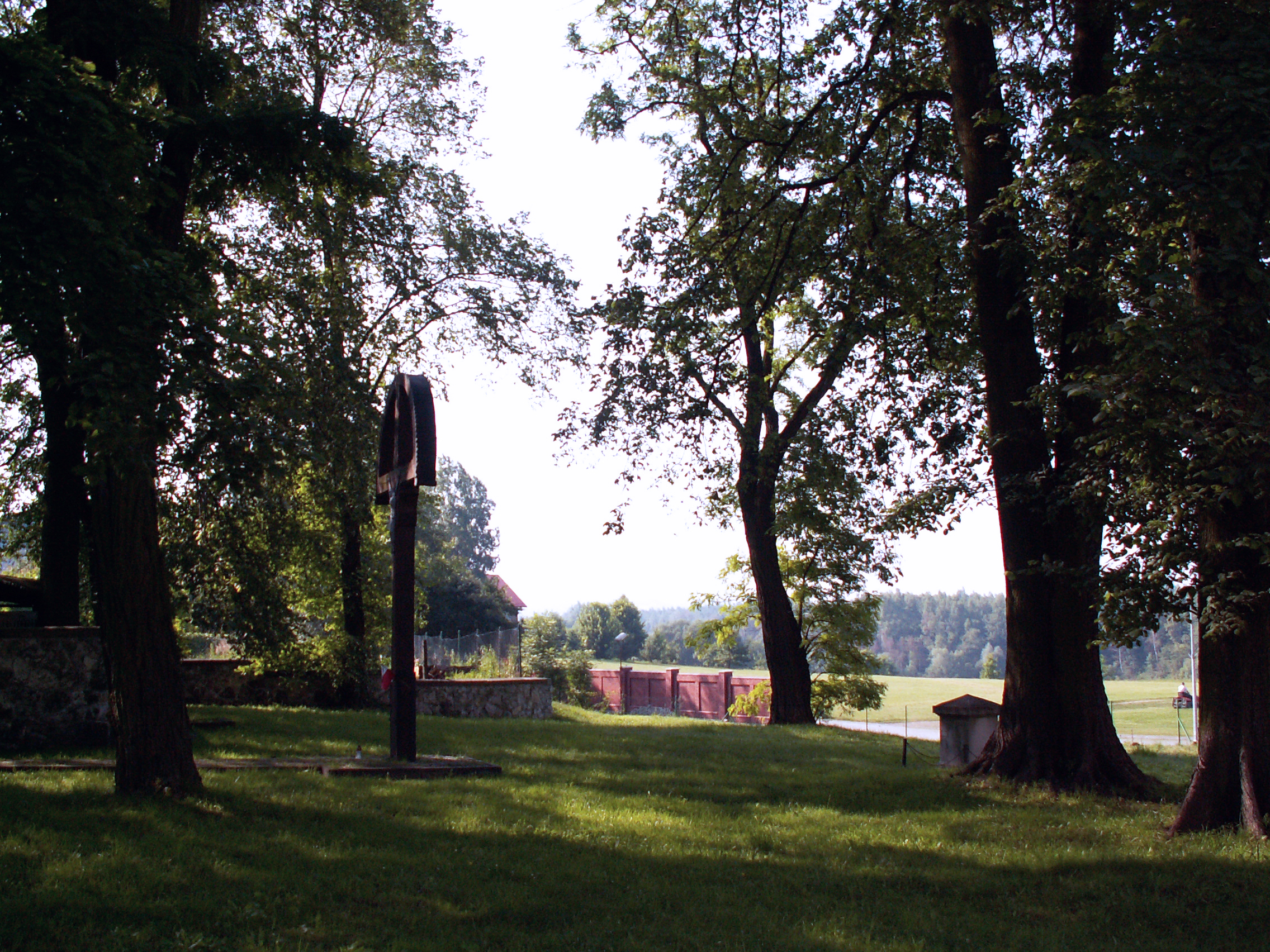
Widok ogólny, przed rekonstrukcją w 2015